# Andrea Tafi
Andrea Tafi (ur. 7 maja 1966 w Fucecchio) – włoski kolarz szosowy.

## Kariera
Tafi pochodzi z Toskanii i zaliczał się go do specjalistów od klasyków, a w szczególności od jazdy po bruku. Potrafił więc wygrywać w znanych z tego typu nawierzchni wyścigach: Paryż-Roubaix i Dookoła Flandrii. W roku 1996 wygrał też Giro di Lombardia, dzięki czemu na liście jego zwycięstw znajdują się 3 z 5 tzw. "monumentów kolarstwa". Kolejnym dużym sukcesem było mistrzostwo Włoch w roku 1998. W sezonach 1997 i 1998 zajmował trzecie miejsce w klasyfikacji generalnej Pucharu Świata. W pierwszym przypadku uległ tylko swemu rodakowi Michele Bartolemu oraz Duńczykowi Rolfowi Sørensenowi, a w drugim lepsi okazali się Bartoli oraz Léon van Bon z Holandii. Był ponadto szósty w wyścigu ze startu wspólnego na mistrzostwach świata w Lugano w 1996 roku oraz ósmy w tej samej konkurencji na rozgrywanych dwa lata później mistrzostwach świata w Valkenburgu. Nigdy nie wziął udziału w igrzyskach olimpijskich.
W roku 2005 Tafi zakończył swoją karierę w hiszpańskiej drużynie Saunier Duval-Prodir. Gladiator, jak go nazywano, zakończył ściganie w wieku prawie 39 lat.

## Najważniejsze sukcesy
- Dookoła Flandrii (2002)
- Paryż-Tours (2000)
- Paryż-Roubaix (1999)
- Mistrzostwo Włoch (1998)
- Wincanton Classic (1997)
- Giro di Lombardia (1996)
- Paryż-Bruksela (1996)